# バヤン (ジョチ家)
バヤン（モンゴル語: Bayan, 中国語: 伯顔, 生没年不詳）は、チンギス・カンの息子ジョチの子孫で、オルダ・ウルスの第5代当主。『元史』などの漢文史料では伯顔（bǎiyán）、『集史』などのペルシア語史料ではبایان（bāyān）と記される。
バヤンの治世はオルダ・ウルスの内外ともに戦乱の多発する時期であり、バヤン以後のオルダ・ウルスが分裂・弱体化する端緒をつくる時代となった。

## 概要

### 生い立ち
バヤンはオルダ・ウルスの創始者オルダの孫のコニチの長男として生まれた。正確な時期は不明であるが、1295年から1296年頃にオルダ・ウルスの当主に就任していたと見られる。

### クペレクの叛乱
バヤンがオルダ・ウルス当主となった頃、東方の大元ウルスではクビライが死去してオルジェイトゥ・カアン（成宗テムル）が即位しており、これを切っ掛けとして中央アジアのカイドゥ・ウルスと大元ウルスの関係は緊張状態に陥った。このような状勢の中、オルダ・ウルスでは第3代当主テムル・ブカの息子クペレクが「以前、私の父はウルスを治めていた相続権は私にある」と述べてバヤンに叛旗を翻し、更にカイドゥ・ウルスに協力を求めた。
カイドゥとその配下ドゥア（チャガタイ家当主）から軍勢を借りたクペレクはバヤンを打ち負かし、バヤンはジョチ・ウルス当主トクタの下に逃れざるを得なくなった。しかし、トクタもまたこの頃右翼ウルスのノガイと内戦を繰り広げており、バヤンを軍事的に援助する余裕はなかった。その代わり、「［オルダ・］ウルスをバヤンが治めるべきである」という詔勅を出し、カイドゥとドゥアに対しては使者を派遣してクペレクをバヤンに引き渡すよう要請した。しかし、クペレクをオルダ・ウルス当主に即けて対大元ウルス/フレグ・ウルスとの戦争に向けて味方を増やすことを目指すカイドゥらはこの要請を無視した。
やむなくバヤンは独力で長期に渡ってクペレク＝カイドゥ軍と戦争を繰り広げ、『集史』「ジョチ・ハン紀」によると「今に至るまでに、バヤンはクペレクとカイドゥ、バトゥの軍隊と18回戦った。彼は6回の戦闘に自ら出陣した」という。また、『集史』「クビライ・カアン紀」には「トルキスタンの国を、初期にはアルグが、その後は右翼の諸王であるカバン、チュベイ、バラク、そしてコニチの子バヤンが墓回したということは有名である」とも記されており、バヤンとクペレクの戦いはオルダ・ウルス内のみならず中央アジアにも波及したようである。
また、漢文史料の『元史』には1290年代にトトガク、チョンウル、ユワスらの将軍が「イビル・シビル地方（オビ川流域、現在の西シベリア）」でカイドゥ軍と戦ったとの記録がある（イビル・シビルの戦い）。この戦役の目的は『元史』に明記されていないが、この頃大元ウルスとジョチ・ウルスが領土を接するのはモンゴル高原西北部〜シベリア地方一帯のみであったことを踏まえ、両国の連携を阻止するべく出兵したカイドゥ軍に対して大元ウルス側も反攻作戦を開始したものと考えられる。中国人研究者の劉迎勝は上記のような経緯でこの戦役が始まったとすれば、オルダ・ウルス側も戦闘に加わった可能性が高く、『集史』の述べる「バヤンが奪回した」地域にはこのイビル・シビル地方も含まれているのではないかと推測している。

### カイドゥ・ウルスとの会戦
1296年（元貞2年）にはヨブクル、ウルス・ブカ、ドゥルダカら三王侯がカイドゥ・ウルスから大元ウルスに投降するという大事件が起こった。これに危機感を覚えたカイドゥは大元ウルスに対して攻勢に出て、1300年（大徳2年）の戦いではドゥア率いる軍団が油断していたココチュ率いる大元ウルスの軍勢を急襲し、大元ウルス軍は潰走して将軍の一人高唐王コルギスが捕虜となる大敗北を被った。
このようにカイドゥ・ウルスと大元ウルスの軍事的対立が深まる中、バヤンは大元ウルスのオルジェイトゥ・カアンに使者を派遣してカイドゥ・ウルスを共通の敵とする軍事同盟を申し出た。しかし、病弱なオルジェイトゥ・カアンに代わって国政を主導する皇太后ココジンは「キタイ（＝華北、旧金朝領）とナンギャス（＝江南、旧南宋領）の国にある我々のウルス（＝大元ウルス）は大きく、カイドゥとドゥアの地方は遠い」ため、「そのこと（カイドゥ・ウルスの打倒）が解決するまで1,2年の期間が必要となる」ことを理由に協力体制は締結するものの、すぐにはカイドゥ・ウルスの挟撃体制の構築はできないと回答した。一方、この動きを察知したカイドゥは自らの息子ヤンギチャル、メリク・テムルら率いる軍団を派遣してバヤンと大元ウルスの連携を防ぎ、ヤンギチャルの攻撃によってオルダ・ウルスは困窮したという。
バヤンの遣使から2・3年後、遂に大元ウルス軍とカイドゥ・ウルス軍の間に大会戦が繰り広げられ（テケリクの戦い）、この戦闘で負傷したカイドゥは間もなく亡くなった。この大会戦にバヤンがどのように関わったかは定かではないが、これに続く大元ウルス軍のカイドゥ・ウルス領への侵攻にはバヤンも加わった。『集史』「ジョチ・ハン紀」には1303年1月-2月頃にバヤンがフレグ・ウルスのガザン・ハンに使者を派遣し、「トクタが派遣した2万の援軍とともにバヤンは大元ウルス軍と合流しようとしており」、「フレグ・ウルス軍もまたカイドゥ・ウルス打倒のために出兵してほしい」と伝えたことが記録されている。このバヤンによる使者の派遣からほぼ7月後、ドゥア・チャパル・メリクテムルら旧カイドゥ・ウルス首脳陣は残らず大元ウルスに投降し、「カイドゥの乱」は名実共に終結した。その直後、大元ウルスから「諸王伯顔（バヤン）」に対して9万錠が下賜されたが、この「諸王伯顔」こそカイドゥ・ウルス討伐に大きく貢献したオルダ・ウルスのバヤンを指すと考えられている。

### 晩年
「カイドゥの乱」終結後のバヤンの行動については、『集史』の記述がこの時代を下限とすることもあって、ほとんど記録に残っていない。マムルーク朝で編纂された史料や『オルジェイトゥ史』にはバヤンに関する断片的な記録が残されているが、いずれも年代や人物比定に問題があり、バヤンの死亡時期も含めて確かなことな何も分からない。
バヤンの後継者について体系的な記録を残すのはティムール朝初期に編纂された『ムイーン史選』のみで、『ムイーン史選』はバヤンの地位は「ノガイの息子サシ・ブカ」が継承したとする。一般的に、この「サシ・ブカ」は『集史』「ジョチ・ハン紀」が伝える「バヤンの息子サシ・ブカ」と同一人物とされる。ただし、『ムイーン史選』は「サシ・ブカはオルダ家の王族である」と明記しているわけではなく、『ムイーン史選』の伝える「ノガイの息子サシ・ブカ」が「バヤンの息子サシ・ブカ」と同一人物であるという説は、後世の歴史家の推測に過ぎない。近年、赤坂恒明はティムール朝で編纂された『勝利の書』で第16代ジョチ・ウルス当主とされる「サシ・ノガイ」が「サシ・ブカ」の別名で、この人物は『高貴系譜』などでトカ・テムル裔とされる「ノカイ」と同一人物ではないかとする説を提唱している。
いずれにせよ、バヤンの時代以後オルダ・ウルスが弱体化し、歴史の表舞台に出ることが少なくなっていったのは間違いない。これは、クペレクの叛乱によってオルダ・ウルス内が荒廃した上、バヤンがトクタに助けを求めたことでバトゥ・ウルスとオルダ・ウルスの力関係が変化し、後者が前者に隷属するようになってしまったためと考えられている。

## オルダ王家
- ジョチ太子(Jöči ＞朮赤/zhúchì,جوچى خان/jūchī khān)
  - 1オルダ(Orda ＞斡魯朶/wòlǔduǒ,اورده/ūrda)
    - サルタクタイ(Sartaqtai ＞سرتاقتای/sartāqtāī)
      - 4トゥルク・カーン/諸王コニチ(Qoniči ＞火你赤/huŏnǐchì,قونیچى/qūnīchī)
        - 5バヤン(Bayan ＞伯顔/bǎiyán,بایان/bāyān)
          - 7?サシ・ブカ(Sasi buqa ＞ساسی بوقا/sāsī būqā)

        - バシュクルタイ(Bašγirtay ＞باشقرتى/bāšqirtay)
        - チャガン・ブカ(Čaγan Buqa ＞چغان بوقا/chaghān būqā)
        - マトダイ(Matudai ＞ماتوداى/mātūdāy)

    - クリ(Quli ＞قولی/qūlī)
      - トゥムケン(Tümken ＞تومكان/tūmakān)
      - トゥメン(Tümen ＞تومان/tūmān)
      - ミンガン(Mingγan ＞مینكقان/mīnkqān)
      - アヤチ(Ayači ＞ایاچی/ayāchī)
      - ムサルマーン(Musulman ＞مسلمان/musalmān)

    - クルムシ/クレムサ(Qurmši ＞قورمشی/qūrmshī,Куремса)
    - 2コンクラン(Qunquran ＞قونگقیران/qūnggīrān)
    - チョルマカイ(Čurmaqai ＞چورماقای/chūrmāqāī)
    - クトクイ(Qutuqui ＞قوتوقوی/qūtūqūī)
    - フレグ(Hülegü ＞هولاگو/hūlāgū)
      - 3テムル・ブカ(Temür buqa ＞تیمور بوقا/tīmūr būqā)
        - 6クペレク(Köbeleg ＞كوبلك/kūbalak)

## 歴代オルダ・ウルス当主
1. オルダ
2. コンクラン
3. テムル・ブカ
4. コニチ
5. バヤン